# Charolais (cheval)
Vous lisez un « bon article » labellisé en 2011.
Pour les articles homonymes, voir Charolais.
Le Charolais, ou Charollais, est une ancienne race chevaline de demi-sang d'origine française, jadis utilisée comme cheval de selle. Il est peut-être issu du cheval bourguignon du Moyen Âge. Originaire du pays de Charolais dans la région de Charolles, une origine orientale lui est également attribuée. Ce cheval robuste, de petite taille, doté d'une bonne ossature et de qualités de rusticité, est réputé pour les services de l'armée mais souffre de la popularité du trait nivernais. Il est croisé au fil du XIXe siècle avec des demi-sangs normands, des Pur-sangs et des juments charolaises pour devenir une bonne monture de dressage et de saut d'obstacles au début du XXe siècle.
Comme tous les demi-sangs d'origine française, la race est fusionnée en 1958 dans le Selle français, et n'existe plus en tant que telle depuis cette date.

## Histoire

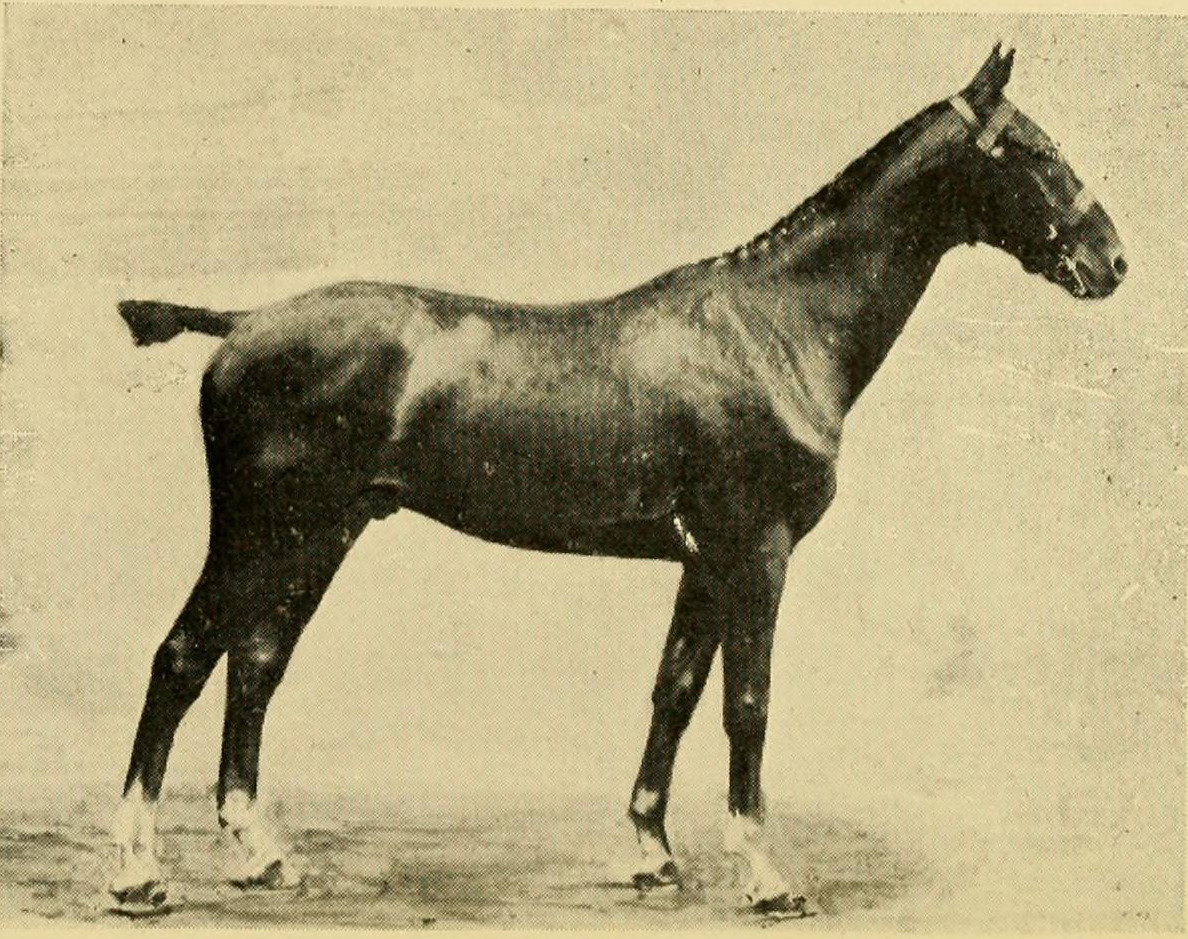
Favori, demi-sang charolais.

Le cheval charolais appartient à la grande famille des chevaux dits « demi-sang » issus de croisements entre les races paysannes locales et le Pur-sang, et qui en France jusqu'en 1958 étaient désignés par le nom de leur région sans avoir de livre généalogique spécifique, à l'instar de l'Angevin, du Charentais, du Limousin ou encore du Vendéen,.

### Origine
Il semble issu de races rustiques propres au département de Saône-et-Loire, telles que le cheval Bourguignon et le cheval du Morvan. Les ouvrages du XIXe siècle lui revendiquent pour lointains ancêtres des chevaux arabes pris aux Sarrasins après la bataille de Poitiers,, sachant qu'une origine arabe est invoquée pour un très grand nombre de races françaises à la même époque.

### Cheval Bourguignon
Le cheval Bourguignon est élevé dans la région de Bourgogne au moins depuis le Moyen Âge. En 1490, 300 d'entre eux et 300 chevaux allemands sont reçus pour des joutes sur l'esplanade Saint-Vincent à Metz, selon le journal de Jehan Aubrion. Petit cheval robuste et endurant, le bourguignon porte fréquemment une robe baie claire selon une source de 1777, qui ajoute que « les chevaux entiers de Bourgogne ne sont point sujets à de mauvais vices, comme ceux de Bretagne & de Normandie. Les juments de Bourgogne sont assez fécondes ». Il sert indifféremment sous la selle, comme carrossier ou comme cheval de trait, c'est un « bon cheval de service », qui pourrait également être à l'origine du Haflinger, et qui a formé la race du trait Auxois, bien qu'il soit moins charpenté que ce dernier, par croisement avec des Ardennais,,. D'après la source de 1777, « Les Bourguignons ne sont pas curieux. Ils n'ont que des étalons du pays & quelques-uns de Franche-Comté ».

### De la Renaissance au milieu duXIXe
Le cheval charolais est peut-être mentionné dès la Renaissance, puisque le roi Henri II est tué durant un tournoi alors qu’il monte son cheval préféré, présumé charolais ou cheval de Bresse, et nommé « Le Malheureux ». Le type ancien de ce cheval s'élève principalement à destination des armées avant le milieu du XIXe siècle. Il ne s'agit pas vraiment d'une race mais d'« une population chevaline hétérogène » répartie dans la Champagne, la Bourgogne, le Nivernais, le Morvan et le Charolais : d'après Henri Magne (1857), « les chevaux de ces provinces n'ont point de caractères tranchés qui permettent de les reconnaître ». Louis-Furcy Grognier fait un grand éloge de ses qualités en 1827.
Dans le Morvan et le Charolais, les chevaux de trait remplacent peu à peu le bidet sauvage et rustique du pays. La popularité du cheval de trait nivernais déstabilise l'élevage du cheval charolais au profit des paysans.

### Des années 1850 à la disparition

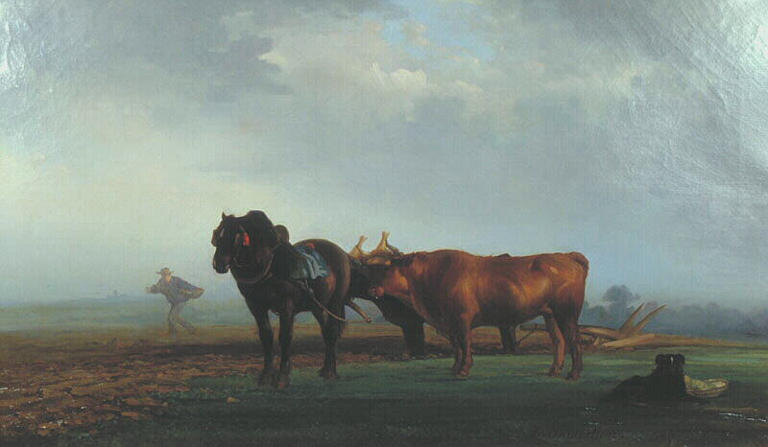
« Semailles en Charolais », peinture d'Eugène Chambellan réalisée à la fin du XIXe siècle, conservée à Mâcon, au Musée des Ursulines.

Le cheval rustique originel laisse sa place à une espèce de trait léger qui, vers 1850 et selon Alexandre-Bernard Vallon, est croisée avec le Pur-sang et le demi-sang anglais pour fournir à l'armée des chevaux de cavalerie légère et de cavalerie de ligne. Ce croisement entre les juments indigènes et les étalons de sang du haras départemental de Saône-et-Loire est accusé d'amoindrir les qualités de la race sans « lui faire gagner beaucoup sous le rapport des formes ». Beaucoup regrettent l'ancien cheval charolais rustique, qui disparaît faute de demandes et d'utilité.
D'autres auteurs supposent que des apparentements sans croisements ont fait du charolais un bon cheval de cavalerie légère ou d'artillerie. En 1919, l'élevage du charolais est réputé s'effectuer dans d'excellentes conditions. Une revue d'agriculture française rapporte que le cheval préféré du roi Albert Ier de Belgique était un Charolais nommé « Titanic », don des haras du marquis de Croix.
Comme de très nombreuses races françaises destinées à la selle, le cheval charolais est fusionné en 1958, lors de la réorganisation de l'élevage des chevaux dits « demi-sang », afin de former la race nationale du selle français, sur lequel il a eu une forte influence tout comme l'Anglo-normand.

## Description

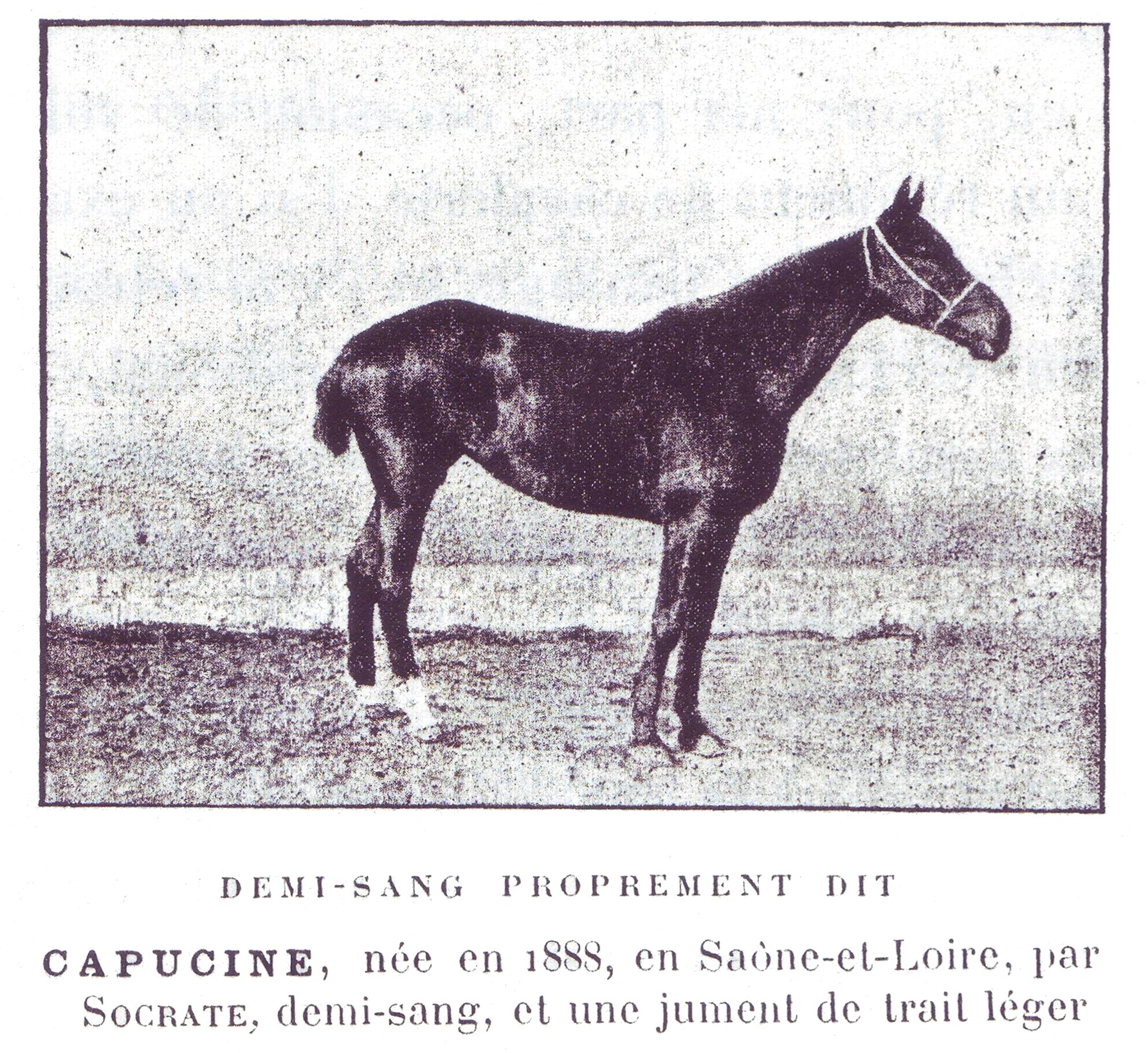
Demi-sang de Saône-et-Loire, issu du croisement entre un trait léger et un Pur Sang.

Le cheval charolais est de petite taille, présentant « la plus grande analogie avec le cheval du Morvan », mais avec plus de distinction dans la tête et les formes. On le dit « petit et sans élégance, mais réputé pour sa vigueur ». Il est moins léger et élégant que le cheval des montagnes du centre, mais doté d'une bonne ossature. Au fil des croisements, le charolais acquiert davantage  « de sang », même en comparaison avec l'Anglo-normand.
La tête est courte mais forte, avec de petites oreilles hardies. L'encolure, également courte et forte, est attachée à un garrot bas. Le corps est court et arrondi. La croupe est assez large ainsi que les reins, et souvent un peu double.
Les membres sont forts et l'animal doté de bons aplombs.
Comme tous les chevaux des contrées montueuses et calcaires, le charolais est réputé sobre et robuste, en particulier l'ancienne race, reconnue pour sa rusticité.

## Utilisations
Le charolais est apprécié pour ses qualités de trotteur infatigable et rapide, très estimé pour les services de l'armée, au point d'être qualifié en 1933 de « type accompli du cheval de guerre, comparable au cheval irlandais ». Outre dans la cavalerie légère, il est largement apprécié par les écoles de dressage et pour le saut d'obstacles, où il s'est illustré de manière internationale. C'est un meilleur galopeur que l'Anglo-normand.

## Diffusion de l'élevage
Ce cheval était principalement élevé dans la circonscription du dépôt d'étalons du haras de Cluny, c'est-à-dire l'actuel département de Saône-et-Loire. Le meilleur lieu d'élevage se trouvait être, selon une thèse soutenue en 1905, entre Cluny, Charolles, Blanzy, Paray-le-Monial et Digoin, où les sols argilo-calcaires favorisent le développement du squelette des chevaux. La race est mentionnée comme éteinte (statut « X ») sur l'évaluation de la FAO. Cependant, l'ouvrage Equine Science (4e édition de 2012) le classe parmi les races de chevaux de selle toujours existantes, mais peu connues au niveau international.